# Pseudophallus mindii
Pseudophallus mindii es una especie de pez de la familia Syngnathidae en el orden de los Syngnathiformes.

## Morfología
Los machos pueden alcanzar 16 cm de longitud total.

## Reproducción
Es ovovivíparo y el macho transporta los huevos en una bolsa ventral, la cual se encuentra debajo de la cola.

## Hábitat
Es un pez bentopelágico y de clima tropical (24 °C-30 °C).

## Distribución geográfica
Se encuentra en los ríos costeros atlánticos y caribeños de Centroamérica y Sudamérica.